# Last Fantasy
Last Fantasy là album phòng thu tiếng Hàn thứ hai của ca sĩ-nhạc sĩ và diễn viên IU. Album phát hành và phân phối vào ngày 29 tháng 11 năm 2011 bởi LOEN Entertainment. Album tổng cộng mười ba bài hát, bao gồm single chính "You and I".
Khi phát hành, Last Fantasy thành công trên mặt thương mại, đạt hơn bảy triệu digital copy trong tuần đầu tiên phát hành. Tổng con số của doanh số digital lên đến hơn mười triệu trong tuần tiếp theo. Trong khi đó, physical album đạt hơn 117,000 bản, trở thành album thứ 15 bán chạy nhất tại Hàn Quốc năm 2011.
Single chính của album  "You and I" ra mắt tại vị trí thứ nhất trên Gaon Digital Chart, với doanh số kỹ thuật số khổng lồ trong tuần đầu tiên 1,129,761 bản. Bài hát vẫn đứng thứ nhất trong hơn hai tuần. Bài hát đứng thứ nhất trên Korea K-Pop Hot 100 trong năm tuần liên tiếp, khiến IU trở thành ca sĩ đứng đầu và đứng tại vị trí thứ nhất lâu nhất trên bảng xếp hạng. Bài hát trụ lại cho đến khi bị "Gangnam Style" của Psy đẩy ra khỏi vị trí thứ nhất và sau đó là "Return" của Lee Seung-gi, chiếm vị trí thứ nhất trong sáu tuần, từ tháng 12 năm 2012 đến tháng 1 năm 2013.

## MV
Vào ngày 28 tháng 11 năm 2011, MV cho "You and I" đã được phát hành thông qua kênh YouTube chính thức của LOEN Entertainment một ngày trước khi album phát hành tại các store.
Vào ngày 2 tháng 9 năm 2012, công ty của cô đăng tải MV cho bài hát "Last Fantasy" thông qua kênh YouTube của họ. MV bao gồm cảnh quay từ debut showcase tại Nhật Bản của IU "IU JAPAN PREMIUM SPECIAL LIVE" tổ chức tại Bunkamura Orchard Hall vào ngày 24 tháng 1. Đây là một món quà đặc biệt dành tặng cho các fan, video không chỉ tiết lộ các hình ảnh ở showcase mà còn có các cảnh quay của IU trong chiến lưu diễn ở các thành phố của Nhật Bản và các quảng bá của cô và hoạt động.

## Danh sách đĩa nhạc
| CD/Digital download | CD/Digital download                                                                               | CD/Digital download | CD/Digital download         | CD/Digital download |
| STT                 | Nhan đề                                                                                           | Phổ lời             | Phổ nhạc                    | Thời lượng          |
| ------------------- | ------------------------------------------------------------------------------------------------- | ------------------- | --------------------------- | ------------------- |
| 1.                  | "Secret" (비밀; Bimil)                                                                            | Kim Eana            | Jeong Seok-won              | 4:04                |
| 2.                  | "Sleeping Prince of the Woods" (잠자는 숲 속의 왕자; Jamjaneun Sup Sogui Wangja, feat. Yoon Sang) | Bak Chang-hak       | Yoon Sang                   | 3:34                |
| 3.                  | "A Child Searching for Stars" (별을 찾는 아이; Byeoreul Chatneun Ai, feat. Kim Kwang-jin)         | Heo Seung-kyeong    | Kim Kwang-jin               | 3:58                |
| 4.                  | "You and I" (너랑 나; Neorang Na)                                                                 | Kim Eana            | Lee Min-soo                 | 3:59                |
| 5.                  | "Wallpaper Patterns" (벽지무늬; Byeokjimunui)                                                     | Yoon Jong-shin      | Yoon Jong-shin, Lee Geun-ho | 3:40                |
| 6.                  | "Uncle" (삼촌; Samchon, feat. Lee Juck)                                                           | IU, Lee Juck        | Lee Juck                    | 3:24                |
| 7.                  | "Wisdom Tooth" (사랑니; Sarangni)                                                                 | G. Gorilla, IU      | G. Gorilla                  | 3:33                |
| 8.                  | "Everything's Alright" (feat. Kim Hyeon-cheol)                                                    | Kim Hyeon-cheol, IU | Kim Hyeon-cheol             | 3:33                |
| 9.                  | "Last Fantasy"                                                                                    | Kim Eana            | Kim Hyeong-seok             | 6:07                |
| 10.                 | "Teacher" (feat. Ra.D)                                                                            | IU, Ra.D            | Ra.D                        | 4:01                |
| 11.                 | "A Stray Puppy" (길 잃은 강아지; Gil Ireun Gang-aji)                                              | IU                  | IU                          | 3:14                |
| 12.                 | "4AM"                                                                                             | IU                  | Corinne Bailey Rae          | 3:02                |
| 13.                 | "L'amant" (라망; Ramang)                                                                          | Jung Jae-hyung      | Jung Jae-hyung              | 5:52                |
| Tổng thời lượng:    | Tổng thời lượng:                                                                                  | Tổng thời lượng:    | Tổng thời lượng:            | 52:01               |

Chú thích
- Bài hát thứ 2 là phiên bản cover của bài hát cùng tên, bản gốc được thể hiện bởi bộ đôi nhạc pop Hàn Quốc Halo, từ album phòng thu đầu tiên và cũng là cuối cùng của họ phát hành vào năm 1997.[9]
- Tựa đề của bài 13 có nghĩa là "Người yêu" trong tiếng Pháp.

## Bảng xếp hạng
| Bảng xếp hạng (2011)  | Vị trí xếp hạng cao nhất |
| --------------------- | ------------------------ |
| Hàn Quốc Album (Gaon) | 1                        |

| Bảng xếp hạng (2011)  | Vị trí xếp hạng cao nhất |
| --------------------- | ------------------------ |
| Hàn Quốc Album (Gaon) | 3                        |

| Bảng xếp hạng (2011)  | Vị trí xếp hạng cao nhất |
| --------------------- | ------------------------ |
| Hàn Quốc Album (Gaon) | 15                       |

## Giải thưởng và đề cử

### Lễ trao giải âm nhạc hàng năm
| Năm  | Lễ trao giải                     | Hạng mục                      | Bài hát nhận được | Kết quả   |
| ---- | -------------------------------- | ----------------------------- | ----------------- | --------- |
| 2011 | 1st Gaon Chart K-Pop Awards      | Song of the Year – December   | "You and I"       | Đoạt giải |
| 2011 | 6th Cyworld Digital Music Awards | Song of the Month – December  | "You and I"       | Đoạt giải |
| 2012 | 21st Seoul Music Awards          | Bonsang Award (Main Prize)    | IU                | Đoạt giải |
| 2012 | 21st Seoul Music Awards          | Record of the Year            | Last Fantasy      | Đoạt giải |
| 2012 | 9th Korean Music Awards          | Best Pop Album                | Last Fantasy      | Đề cử     |
| 2012 | 4th Melon Music Awards           | Artist of the Year            | IU                | Đề cử     |
| 2012 | 4th Melon Music Awards           | Album of the Year             | Last Fantasy      | Đề cử     |
| 2012 | 4th Melon Music Awards           | Song of the Year              | "You and I"       | Đề cử     |
| 2012 | 4th Melon Music Awards           | Netizen Popularity Award      | "You and I"       | Đề cử     |
| 2012 | 4th Melon Music Awards           | Top 10 Artists                | IU                | Đoạt giải |
| 2012 | 14th Mnet Asian Music Awards     | Artist of the Year            | IU                | Đề cử     |
| 2012 | 14th Mnet Asian Music Awards     | Song of the Year              | "You and I"       | Đề cử     |
| 2012 | 14th Mnet Asian Music Awards     | Best Female Artist            | IU                | Đoạt giải |
| 2012 | 14th Mnet Asian Music Awards     | Best Vocal Performance – Solo | "You and I"       | Đề cử     |

### Chương trình âm nhạc
| Bài hát     | Chương trình          | Ngày                 |
| ----------- | --------------------- | -------------------- |
| "You and I" | Music Bank (KBS)      | 9 tháng 12 năm 2011  |
| "You and I" | Music Bank (KBS)      | 16 tháng 12 năm 2011 |
| "You and I" | Music Bank (KBS)      | 23 tháng 12 năm 2011 |
| "You and I" | Music Bank (KBS)      | 30 tháng 12 năm 2011 |
| "You and I" | Music Bank (KBS)      | 6 tháng 1 năm 2012   |
| "You and I" | Music Bank (KBS)      | 13 tháng 1 năm 2012  |
| "You and I" | The Music Trend (SBS) | 18 tháng 1 năm 2012  |
| "You and I" | The Music Trend (SBS) | 25 tháng 12 năm 2011 |
| "You and I" | The Music Trend (SBS) | 1 tháng 1 năm 2012   |
| "You and I" | Music on Top (JTBC)   | 12 tháng 1 năm 2012  |

## Lịch sử phát hành
| Khu vực  | Ngày                 | Định dạng        | Edition          | Công ty            |
| -------- | -------------------- | ---------------- | ---------------- | ------------------ |
| Hàn Quốc | 29 tháng 11 năm 2011 | Digital download | Standard Edition | LOEN Entertainment |
| Hàn Quốc | 30 tháng 11 năm 2011 | CD               | Standard Edition | LOEN Entertainment |
| Hàn Quốc | 1 tháng 12 năm 2011  | CD               | Limited Edition  | LOEN Entertainment |
| Toàn cầu | 29 tháng 11 năm 2011 | Digital download |                  | LOEN Entertainment |
| Nhật Bản | 30 tháng 12 năm 2011 | Digital download |                  | EMI Music Japan    |